# Trübler

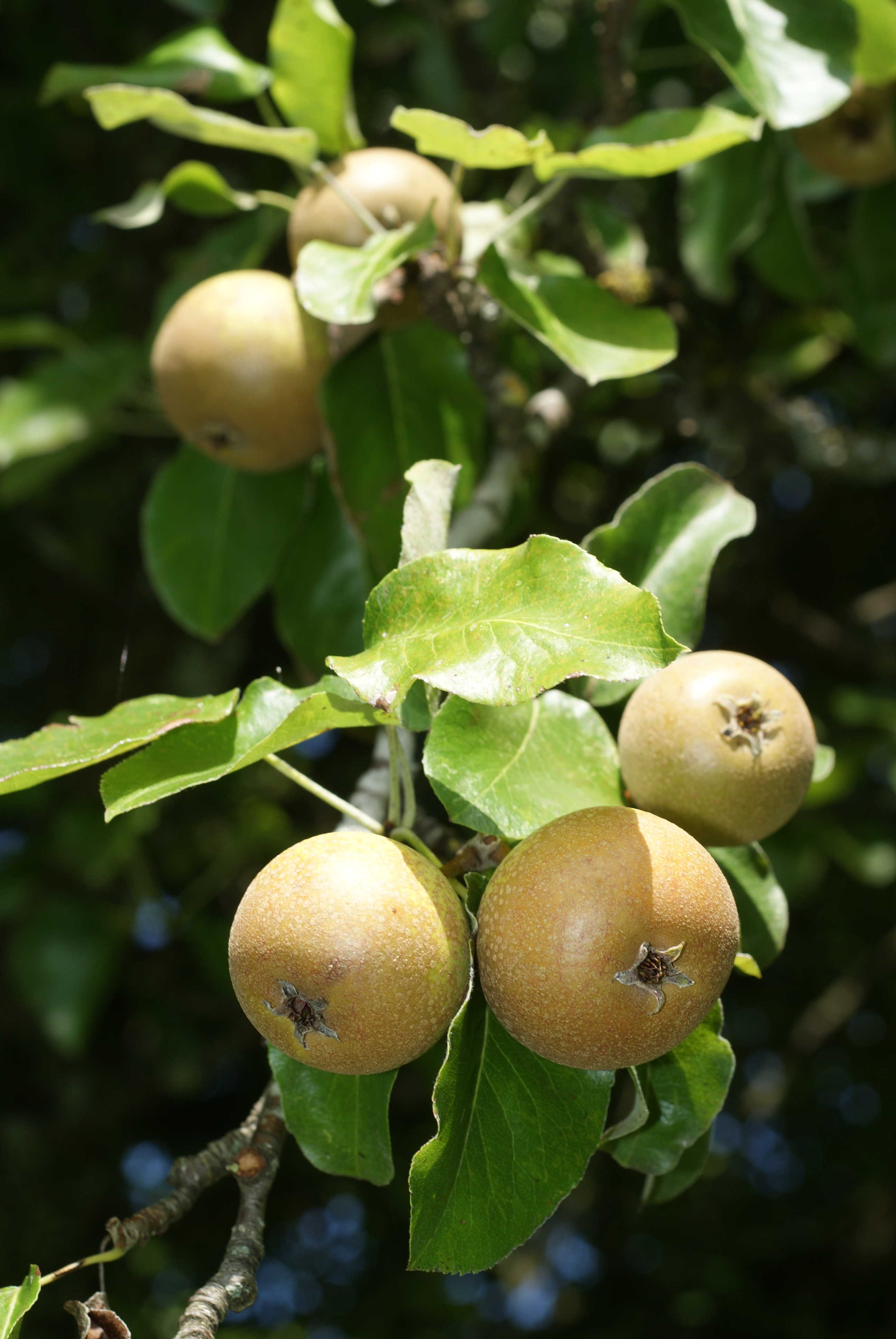
Reife Früchte der Sorte Trübler

Die Trübler ist eine Schweizer Sorte der Birne (Pyrus communis).

## Synonyme
Synonyme für die Trübler sind Schutzibirne, Bienenbirne, Immenbirne, Kugelbirne und Kugelibirne (Chugelibire). Die Sorte hat den Namen Trübler, weil die kleinen Früchte in Trauben (Dialekt: Truube, dim. Trüübli) zusammenhängen.

## Herkunft und Verbreitung
Die Sorte ist hauptsächlich verbreitet in den höheren Lagen der Schweizer Kantone Zürich, Thurgau, St. Gallen und Appenzell, aber auch in Liechtenstein. Die ältesten Bäume der Trübler findet man im Sarganserland (Kanton St. Gallen). Weiter gibt es verstreute Vorkommen am linken Zürichseeufer, wo sie auch Kugelibire genannt wird (Achtung: Kugelibire ist ein Sammelbegriff und wird insbesondere auch für die Schweizer Bratbirne verwendet.)

## Baum

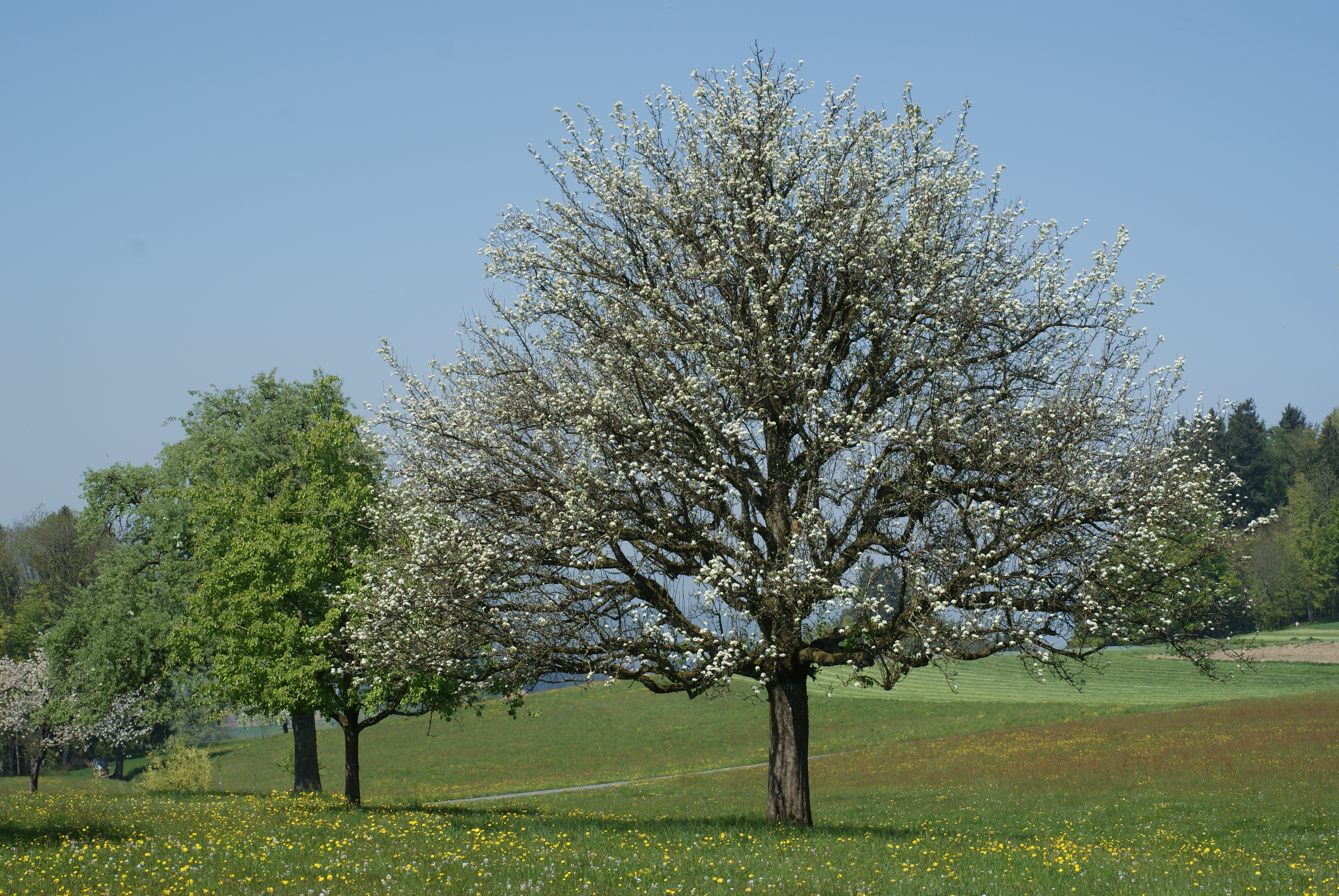
Mehrere Tage vor dem Austreiben beginnt der Baum zu blühen

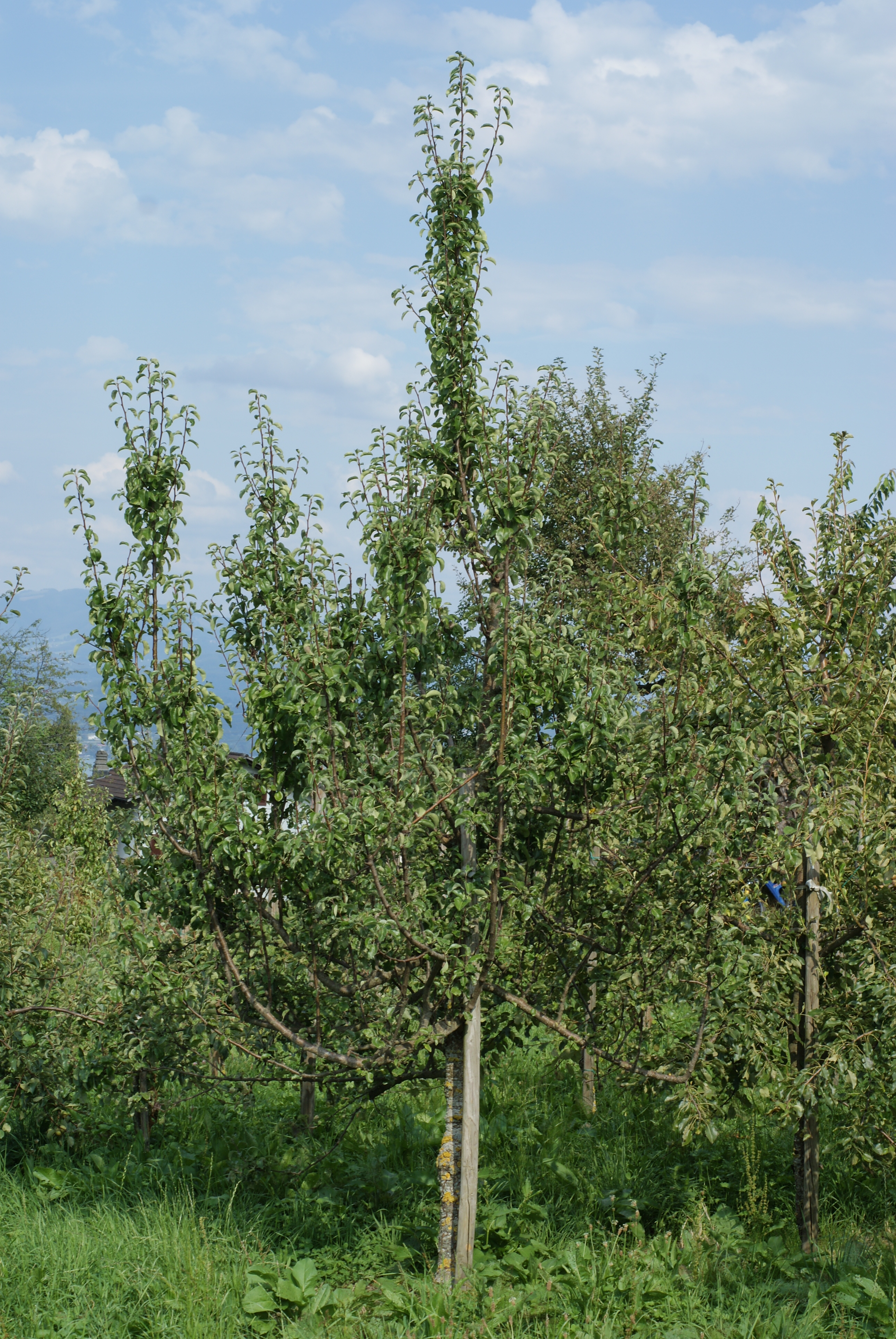
Trübler als Spindelbaum

Die Sorte ist als Hochstamm geeignet und wächst mittel bis stark. Sie wächst aufrecht und bildet ein dichtes Gewirr dicker Äste. Der Baum beginnt erst sehr spät zu treiben. Er blüht viele Tage bevor die Blätter sichtbar werden. Da alle umgebenden Bäume schon völlig grün sind, wirkt der Baum deshalb jeden Frühling wie abgestorben. Die Blüte ist spektakulär. Sobald sie einsetzt, verwandelt sich der Baum in einen Sternenhimmel mit schwarzem Grund. Der Baum ist in den ersten Jahren ausserordentlich tragfaul.

## Frucht
Die Birne ist klein, kugelig, hat einen kurzen Stiel und eine raue Haut. Das untere Drittel der Frucht ist vollkommen berostet, was sie bei Vollreife im Sonnenlicht ockerfarben scheinen lässt. Die Grundfarbe ist weissgrün bis gelbgrün, die Lentizellen treten deutlich hervor. Das Fleisch ist gelblich, fest, grobkörnig, saftig und hat einen süsslich-aromatischen Geschmack.

## Nutzung
Aufgrund ihrer geringen Grösse eignet sich die Birne vor allem für Spezialitäten. Sie kann vielfältig verwendet werden. Früher wurde sie vielerorts zur Herstellung von Birnendicksaft verwendet. Sie ergibt ein hervorragendes Destillat. Geschält kann sie als ganze Frucht in Gläsern eingemacht werden. Zuerst geschält, dann mit dem Stiel in Schnaps eingelegt und anschliessend mit einem Überzug aus dunkler Schokolade versehen ergibt die kleine Frucht eine seltene Delikatesse. Obwohl sie eher das Aussehen einer Mostbirne hat, kann die Birne auch gut so gegessen werden.

## Erntezeit und Lagerung
Die Früchte werden Ende September bis Anfang Dezember geerntet. Sie werden rasch teigig.

## Krankheiten
Die Trübler ist eine äusserst robuste Sorte. sie ist wenig schorfanfällig und kaum feuerbrandanfällig.